# 箕作省吾
箕作 省吾（みつくり しょうご、文政4年（1821年）- 弘化3年12月13日（1847年1月29日））は、江戸時代後期の日本の地理学者。名は寛、字は玉海。

## 生涯
仙台藩の水沢領主水沢伊達氏家臣・佐々木秀規の次男として生まれ、はじめ水沢の蘭医で高野長英の師であった坂野長安に蘭学・漢学を学んだ。その後江戸・京都に出て蘭学を修め、関西各地の景勝の地を訪ねて、各地の地勢・通路・産業や風俗などを調べた。省吾が地理学を専門とする契機であった。いったん水沢に戻り引き続き坂野長安に学んだが、長安の講義の中で箕作阮甫の偉大さに触れ、再び江戸に出て阮甫の弟子となった。天保13年（1842）12月、阮甫に「役介」という名目で引き受けられ、箕作姓を名乗ることを許される。弘化元年（1844）２月、正式に養子となり、阮甫の四女・しんと結婚した。同年、日本初の世界地図である『新製輿地全図』（しんせいよちぜんず）を刊行、翌年から同書の解説書で西洋地理書の『坤輿図識』（こんよずしき）の刊行を開始する。これらの功績から世界地図を日本で最初に紹介した人物として、日本の地理学の歴史に幕末の地理学者山村才助と並び名を残すことになった。
『坤輿図鑑』『坤輿図識補抄』は福沢諭吉の「西洋事情」以前における地理書の名著といわれ、鍋島斉正や井伊直弼らが本書を外交の指針とし、また吉田松陰や桂太郎が大志を立てたことは著名。しかし、世界の地理学の学術書の訳述に全身全霊を傾けたため心労のあまり結核に侵され、一人息子の貞一郎（のちの箕作麟祥）を遺して26歳で死去した。しん未亡人は姉つね（阮甫の三女で阮甫の婿養子・秋坪の妻）の死後、箕作秋坪の後妻となった。墓所は多磨霊園。